# Дечен Зангмо
Дечен Зангмо — бутанська політикиня, яка була членом Національної асамблеї Бутану від Партії миру та процвітання Бутану (DPT) з 2013 по 2018 рік.
9 листопада 2013 Дечен Зангмо на додаткових виборах у виборчому окрузі Нанонг Шумар (англ. Nanong Shumar) в Пемагацел загалом набрала 1751 голосів проти кандидата від Народно-демократичної партії Бутану Пеми Вангчук, яка набрала 1162 голоси. Додаткові вибори відбулися після того, як колишній прем'єр-міністр Джігме Тінлей подав у відставку в серпні 2013. Дечен Зангмо стала першою обраною жінкою-депутатом парламенту Бутану від опозиційної партії.